# The Roar of the Greasepaint – The Smell of the Crowd
The Roar of the Greasepaint – The Smell of the Crowd („Das Brüllen der Schminke – der Geruch der Menge“) ist ein Bühnen-Musical von Leslie Bricusse und Anthony Newley aus dem Jahr 1964. Als „concept musical“ schildert es parabelhaft den Klassenkampf zwischen „Oben“ und „Unten“ in Form eines Spiels zweier miteinander konkurrierender Clowns.

## Handlung
In einem nicht genauer bezeichneten Land treffen auf einem Felsplateau, wo ein Spielfeld „schon mit Kreide markiert ist“, zwei Figuren ein, um sich miteinander einen clownesken Wettkampf zu liefern: „Sir“, ein Vertreter heruntergekommenen Adels, gebildet, wohlgenährt, großspurig und herrschsüchtig, sowie „Cocky“, ein mageres, schäbiges Mitglied der Unterschicht, dessen Name sich von den Londoner Cockneys herleitet. In Sirs Gefolge befindet sich außerdem „The Kid“, ein (von einer weiblichen Darstellerin verkörperter) Minderjähriger. Dieses Kind ist Sir zu Diensten und eifert ihm nach; Sir erteilt ihm Lektionen, nutzt es aber auch aus und lässt es nicht wirklich zu höherem Rang aufsteigen. Es entstammt offenbar einer Gruppe von Straßenkindern („The Urchins“), die gleichfalls zugegen sind, als passiv beobachtender und kommentierender Chor.
Sir und Cocky richten jeweils ihre Basis ein, wobei schnell klar wird, dass sie das nun folgende Spiel schon oft gespielt haben, welches sich irgendwo zwischen „Himmel und Hölle“, „Mensch ärgere Dich nicht“ und „Monopoly“ bewegt. Beider Positionen und Chancen sind dabei äußerst unterschiedlich: Cocky ist schwach, ungebildet, unselbständig, sein Bereich ist kalt, während der mit allen Wassern gewaschene Sir in seinem Bereich auf einem Jagdstock in der Sonne thront. Weitere Attribute Sirs sind ein Fernglas und eine Trillerpfeife; Sir hat das Sagen, er gibt das Startsignal und bestimmt die Regeln und die Wertung des Spiels – wobei er die Regeln jeweils anpasst, um selbst möglichst günstig davonzukommen: Der Gegner muss soundsoviele Spielfelder zurück statt vor ziehen, mit den Fingern in den Ohren auf einem Bein stehen, ins Gefängnis gehen ohne Geld einzuziehen usw. Für jede neue Runde wird der jeweilige Einsatz in der Mitte des Spielfeldes platziert. Obwohl Cocky Runde um Runde verliert, treibt Sir ihn immer wieder in die Arena, indem er seine Bedürfnisse, Träume und Gelüste anstachelt. Cocky spielt nacheinander um Brot, um Arbeit, um Liebe, um Rache, um sexuelle Befriedigung – immer ohne Erfolg. Sir demütigt seinen Kontrahenten nach jeder Niederlage zusätzlich, indem er ihn zwingt, seine vermeintlichen Anmaßungen und Sünden zur Strafe in „Das Buch“ einzutragen: Gefräßigkeit, Faulheit, Stolz, Neid, Lust.
Die Auseinandersetzungen beider Männer werden begleitet von allerlei Wortspielen, Missverständnissen und Situationskomik. Cockys immer verzweifeltere Versuche des Aufbegehrens gegen seine festgeschriebene Verliererrolle werden von Sir zunächst leicht unterminiert. Nachdem Cocky seinem Kontrahenten schließlich ernsthaft an die Gurgel geht, erklärt Sir höchst lebendig, der Attacke sei sein jüngerer Bruder Bertie zum Opfer gefallen; Sir erpresst Cocky im Folgenden mit der Drohung, ihn wegen des Mordes der Polizei auszuliefern – dass Cocky gar niemanden umgebracht, sondern sich an einer lebensgroßen Strohpuppe vergangen hat, die ihm auf Sirs Geheiß vom Kid untergeschoben wurde, erfährt er erst viel später. Ernsthaft bedroht wird Sirs Position durch das Erscheinen von „The Negro“ – einem Fremden, der dem Spiel mit Neugier und ohne Respekt vor den Regeln begegnet und so eine Runde für sich entscheidet. Cocky, der nun Zeuge einer Niederlage Sirs geworden ist, will dem Spiel selbst neue Regeln geben. Sir schickt ihm einen brutalen Schlägertypen auf den Leib („The Bully“), mit Perücke und Kleid derb nach Art von Cockys Traum-Geliebter („The Girl“) kostümiert, welcher ihn fast massakriert.
Daraufhin wählt Cocky als letzte Möglichkeit die Trennung, geht fort und lässt Sir allein zurück – sehr zu dessen hilfloser Bestürzung. Schließlich kehrt Cocky wieder, und beide machen sich, da ihnen ihre Existenz ohne einander sinnlos erscheint, gemeinsam auf den Weg zu neuen Spielen nach neuen Regeln.

## Zum Stück
Untermalt wird die Parabel durch Musicalnummern im typischen Stil der 1960er Jahre, zum Teil mit Anklängen an Soul („The Joker“), Gospel und Blues („Feeling Good“) sowie Music Hall und Varieté („Where Would You Be Without Me“). Das zum Hit gewordene „Who Can I Turn To?“ eröffnet als klangliches Signet instrumental die Show und bildet zugleich metrisch die Worte „The Roar of the Greasepaint“ ab; der Stücktitel leitet sich aus der Redewendung „Der Geruch von Schminke, das Gebrüll der Menge“ her, das sich auf die Welt von Zirkus und Theater bezieht und von Cocky in seiner Zerstreutheit verdreht wiedergegeben wird.
Das Autorenduo hatte wenige Jahre zuvor bereits mit dem ganz ähnlich konzipierten Musical Stop the World – I Want to Get Off einen Erfolg erzielt. Die Uraufführungsproduktion von The Roar of the Greasepaint – The Smell of the Crowd erlebte aber mangels Publikumsinteresses nach einer Großbritannien-Tournee nicht mehr die geplanten Aufführungen am Londoner West End. Nachdem der berühmte US-Produzent David Merrick das Stück in Liverpool gesehen hatte, holte er es in die Vereinigten Staaten. Am Broadway erlebte es vom 16. Mai bis 4. Dezember 1965 im Shubert Theatre 231 Aufführungen; Anthony Newley, der auch das Libretto verfasst hatte, führte Regie und spielte die Rolle des Cocky. Die Produktion erhielt sechs Nominierungen für den Tony Award, verlor aber gegen Fiddler on the Roof. Schon vor der New Yorker Premiere wurde „Who Can I Turn To?“ in einer Interpretation von Tony Bennett weithin bekannt. Der Song wurde ebenso wie „Feeling Good“ danach von zahlreichen Stars gecovert.
Eine LP-Einspielung mit dem Original Broadway Cast erschien 1965 beim Label RCA Victor (OC-1109), wiederveröffentlicht als CD 1990 (60351-2-RG).

## Gesangsnummern

### I. Akt
- „Beautiful Land“ (Urchins)
- „A Wonderful Day Like Today“ (Sir, Cocky, Kid, Urchins)
- „It Isn’t Enough“ (Cocky, Urchins)
- „Things to Remember“ (Sir, Kid, Urchins)
- „Put It in the Book“ (Kid, Urchins)
- („With All Due Respect“ (Cocky), später gestrichen)
- „This Dream“ (Cocky, Urchins)
- „Where Would You Be Without Me?“ (Sir, Cocky)
- „Look at That Face“ (Sir, Kid, Urchins)
- „My First Love Song“ (Cocky, Girl)
- „The Joker“ (Cocky, Urchins)
- „Who Can I Turn To?“ (Cocky)

### II. Akt
- „A Very Funny Funeral / That’s What It Is To Be Young“ (Urchins)
- „What a Man“ (Cocky, Sir, Kid, Urchins)
- „Feeling Good“ (Negro, Urchins)
- „Nothing Can Stop Me Now“ (Cocky, Urchins)
- „Things to Remember (Reprise)“ (Sir)
- „My Way“ (Cocky, Sir)
- „Who Can I Turn To? (Reprise)“ (Sir)
- „Beautiful Land (Reprise)“ (Urchins)
- „Sweet Beginning“ (Cocky, Sir, Urchins)